# ستيكي نوتس
ستيكي نوتس (بالإنجليزية: Sticky Notes)‏، أو ملاحظات ملصقة هو قصاصة ورقية مربعة الشكل توجد في نظام ويندوز 7، الغرض الأساسي منها هو كتابة ملاحظات سريعة أو مهام يجب القيام بها، ولقد أزيلت في الأنظمة المتتالية بعد ويندوز 7.